# Acampe rigida
Acampe rigida é uma espécie pertencente à família das orquídeas (Orchidaceae). Trata-se de planta muito variável, daí a grande quantidade de sinônimos, dispersa por enorme área do sudeste asiático, desde o Nepal ao Vietnam e China, e diversas ilhas adjacentes, chegando até o Sri Lanka.

## Etimologia
"Acampe" deriva da palavra grega "akampas" que significa "rígido" uma dupla referência às suas flores inflexíveis. 